# District of Columbia v. Heller
District of Columbia v. Heller – przełomowy wyrok, w którym Sąd Najwyższy Stanów Zjednoczonych orzekł, że 2. poprawka do Konstytucji Stanów Zjednoczonych chroni prawo jednostki (obywatela), do posiadania broni palnej, niezwiązanej ze służbą w milicji w tradycyjnie zgodnych z prawem celach, takich jak samoobrona w swoim domu siebie, swoich bliskich oraz swojego mienia, oraz że istniejące prawo w Waszyngtonie (Dystrykcie Kolumbii) zakazujące używania broni palnej oraz wymagające, aby legalnie posiadana broń (pistolety, rewolwery, strzelby oraz karabiny) były przechowywane przez właścicieli w stanie „rozładowanym oraz bez zamontowanego magazynka lub ze spustem broni spiętym przy pomocy specjalnego urządzenia, uniemożliwiającego oddanie strzału naruszyły tę gwarancję swobód obywatelskich”.
Sąd wyraźnie stwierdził również w tym wyroku, że prawo do noszenia broni nie jest nieograniczone i że broń oraz prawo do jej posiadania nadal będą podlegały regulacji.
Ze względu na specjalny status Waszyngtonu jako dystryktu federalnego, decyzja ta nie dotyczyła kwestii, czy 2. poprawka do Konstytucji Stanów Zjednoczonych została włączona do klauzuli dotyczącej należytego procesu wynikającego z 14. poprawka do Konstytucji Stanów Zjednoczonych przeciwko poszczególnym stanom.
Był to pierwszy przypadek Sądu Najwyższego, który zadecydował o tym, czy 2. poprawka do Konstytucji Stanów Zjednoczonych chroni indywidualne prawo każdego obywatela państwa Stany Zjednoczone do posiadania broni w celu samoobrony.
Był to pierwszy wyrok Sądu Najwyższego, który zdecydował, że Druga Poprawka chroni indywidualne prawo do posiadania broni do samoobrony. 26 czerwca 2008 r. Sąd Najwyższy potwierdził stosunkiem głosów 5 do 4 wyrok Sądu Okręgowego Kolumbii w sprawie Heller przeciwko Sąd Apelacyjny DC.
Sąd Najwyższy uchylił przepisy ustawy o kontroli broni palnej z 1975 r. (Firearms Control Regulations Act of 1975) jako niekonstytucyjne i ustalił, że broń krótka jest „bronią” w rozumieniu Drugiej Poprawki, stwierdził również, że Regulations Act był zakazem niezgodnym z konstytucją i uchylił część ustawy, która wymagała by cała broń palna, w tym karabiny i strzelby, była przechowywana “rozładowana i rozebrana lub zabezpieczona blokadą spustu”. Przed tą decyzją ustawa o kontroli broni palnej z 1975 r. ograniczała mieszkańcom również posiadanie broni krótkiej, z wyjątkiem zarejestrowanych przed 1975 rokiem.
Opinia większości napisana przez sędziego Antonina Scalia, oraz zdanie odrębne napisane przez sędziego Johna Paula Stevensa są uważane za przykłady praktycznego zastosowania ducha prawa.

## Sąd 1 instancji
W 2002 r. Robert A. Levy, starszy pracownik Cato Institute, wraz z Clark M. Neily III zaczął kompletować powodów na proces o Drugą Poprawkę, który planował osobiście sfinansować. Chociaż on sam nigdy nie posiadał broni, jako badacz Konstytucji miał akademickie zainteresowanie tym tematem i chciał wzorować swój proces na strategii prawnej Thurgood Marshalla, który z powodzeniem prowadził sprawy, w których zakwestionowano segregację szkolną. Ich celem było stworzenie grupy, która byłaby zróżnicowana pod względem płci, rasy, pochodzenia ekonomicznego i wieku, a także wybranie sześciorga powodów w wieku od dwudziestu kilku do 60 lat, trzech mężczyzn i trzech kobiet, czworga białych i dwojga czarnych.

### Członkowie grupy
Shelly Parker – projektantka oprogramowania i była pielęgniarka, która próbowała pozbyć się dealerów narkotyków w swojej dzielnicy. Parker to samotna kobieta, której życie wielokrotnie było zagrożone przez handlarzy narkotyków, którzy również próbowali włamać się do jej domu.
Tom G. Palmer – kolega Roberta A. Levy’ego z Instytutu Cato i jedyny powód, o którym Levy wiedział przed rozpoczęciem sprawy. Palmer był gejem i bronił się z pistoletem 9 mm w 1982 roku. Idąc z przyjacielem w San Jose w Kalifornii został zaczepiony przez gang około 20 młodych mężczyzn, którzy używali wulgarnego języka odnośnie do jego orientacji seksualnej i grozili jego życiu. Kiedy wyjął broń, mężczyźni uciekli. Palmer uważał, że pistolet uratował mu życie.
Gillian St. Lawrence – broker kredytów hipotecznych, mieszkający w dzielnicy Georgetown D.C. posiadacz kilku legalnie zarejestrowanych egzemplarzy broni długiej do celu rekreacji w pobliskim Chantilly w stanie Wirginia. Proces rejestracji zajął mu dwa lata. Chciałby móc użyć ich by bronić się w swoim domu i móc zarejestrować broń krótką.
Tracey Ambeau (obecnie Tracey Hanson) – pracownica Departamentu Rolnictwa USA. Pochodziła z St. Gabriel w stanie Luizjana. Mieszkała w dzielnicy Adams Morgan D.C. z mężem Andrew Hansonem, z Waterloo w stanie Iowa. Mieszkali w dzielnicy o wysokiej przestępczości w pobliżu Union Station w D.C. Dorastała wokół broni i chciałaby móc bronić miru domowego.
George Lyon – prawnik ds. Komunikacji, który wcześniej kontaktował się z National Rifle Association w sprawie wniesienia pozwu w celu zakwestionowania regulacji prawnych D.C. Lyon posiadał pozwolenie na strzelbę i karabin, ale chciał mieć również broń krótką w swoim domu.
Dick Anthony Heller – licencjonowany policjant Dystryktu Kolumbii. W pracy Heller nosił broń w federalnych budynkach biurowych, ale nie wolno jej było mieć w domu. Heller mieszkał w południowo-wschodniej części D.C., w pobliżu kompleksu mieszkalnego Kentucky Courts od 1970 roku i widział jak dzielnica “przekształciła się z przyjaznego dzieciom kompleksu opieki społecznej w raj dla narkotyków”. Heller zwracał się również do National Rifle Association – Narodowe Stowarzyszenie Strzeleckie Ameryki o proces sądowy, który miał obalić zakaz broni palnej w D.C., ale NRA odmówiła.
Dotychczasowe orzecznictwo federalne dotyczące prawa jednostki do noszenia broni zawierało wyroki: Stany Zjednoczone przeciwko Emersonowi United States v. Emerson (5 października 2001 r.), który popierał to prawo, oraz Silveira przeciwko Lockyer Silveira v. Lockyer (9 października 2002 r.), który sprzeciwiał się temu prawu. Wyrok Sądu Najwyższego przeciwko Millerowi United States v. Miller z 1939 r. został zinterpretowany jako podtrzymanie racji obu stron.

### Postępowanie przed Sądem Okręgowym DC
W lutym 2003 r. sześciu mieszkańców Waszyngtonu złożyło pozew w Sądzie Okręgowym dla Dystryktu Kolumbii (United States District Court for the District of Columbia), kwestionując konstytucyjność przepisów ustawy o kontroli broni palnej Firearms Control Regulations Act of 1975 z 1975 r. jako części lokalnego prawa (część kodeksu District of Columbia) uchwalonych zgodnie z regułą macierzystą Dystryktu Kolumbii.
Prawo to ograniczało mieszkańcom możliwość posiadania broni krótkiej, z wyjątkiem egzemplarzy zarejestrowanych przed 1975 r. oraz posiadanych przez aktywnych i emerytowanych funkcjonariuszy organów ścigania. Prawo to wymagało również aby cała broń palna, w tym karabiny i strzelby, była przechowywana “rozładowana i rozebrana lub z założoną blokadą spustu”. Złożyli oni wniosek o wydanie nakazu zgodnie z 28 U.S.C. § 2201, 2202 i 42 U.S.C. § 1983. Sędzia Sądu Okręgowego Ricardo M. Urbina oddalił powództwo.

### Postępowanie przed Sądem Apelacyjnym
W wyroku Sąd Apelacyjny Stanów Zjednoczonych dla okręgu District of Columbia (United States Court of Appeals for the District of Columbia Circuit) zmienił wyrok sądu niższej instancji, większością głosów 2 do 1. Sąd Apelacyjny uchylił przepisy ustawy o kontroli broni palnej jako niekonstytucyjne. Skład sądu stanowili sędziowie: Karen L. Henderson, Thomas B. Griffith, Laurence H. Silberman. Sędzia Laurence Silberman sporządził uzasadnienie, a sędzia Karen L. Henderson zgłosiła zdanie odrębne.
W pierwszej kolejności sąd zajął się kwestią czy wnoszący odwołanie mają prawo domagać się rozstrzygnięcia o charakterze deklaratywnym i nakazowym. Sąd uznał, że spośród sześciu powodów, tylko Heller który ubiegał się o zezwolenie na broń palną, ale mu odmówiono, miał takie prawo.
Następnie sąd orzekł, że Druga Poprawka “chroni indywidualne prawo do posiadania broni”, że “prawo to istniało przed utworzeniem nowego rządu zgodnie z Konstytucją”, stwierdzając również, że prawo było “oparte na prywatnym posiadaniu broni do celów takich jak polowanie i samoobrona rozumiana jako obrona przed bezprawiem lub despotycznym rządem (lub zagrożeniem zewnętrznym).” Stwierdzono również, że chociaż prawo do noszenia broni pomagało również w działaniu milicji obywatelskiej, to “działanie [poprawki] nie ogranicza się do służby w milicji, ani tego że dana osoba nie korzysta z tego prawa w sposób zależny od ciągłego lub przerywanego uczestnictwa w milicji”. Sąd uznał, że broń krótka to broń w rozumieniu Drugiej Poprawki i doszedł do wniosku, że nie może zakazana przez Dystrykt Kolumbii.
Sąd również uchylił tę część ustawy, która wymaga aby cała broń palna, w tym karabiny i strzelby, była “rozładowana i rozebrana lub zamknięta blokadą spustu”. Dystrykt argumentował, że istnieje domniemany wyjątek dotyczący samoobrony w odniesieniu do tych przepisów, ale Sąd odrzucił ten pogląd, stwierdzając że wymóg ten stanowił całkowity zakaz użycia funkcjonalnej broni palnej i zakaz używania w celu samoobrony. Podobnie zakaz noszenia pistoletu w domu, stanowiący całkowity zakaz legalnego używania pistoletów do samoobrony, został uznany za niekonstytucyjny.

#### Zdanie odrębne sędzi Henderson
W zdaniu odrębnym sędzia Henderson stwierdziła, że prawa do Drugiej Poprawki nie dotyczą mieszkańców Washington D.C., pisząc: “Reasumując, nie ulega wątpliwości że Konstytucja, orzecznictwo i obowiązujące ustawy ustalają, że Dystrykt nie jest państwem (state) w rozumieniu Drugiej Poprawki. Zgodnie z wyrokiem Stanów Zjednoczonych przeciwko Millerowi, Deklaracja Drugiej Poprawki i gwarancja, że “prawo do posiadania i noszenia broni nie będzie naruszone” odnosi się tylko do Milicji Stanowych. To że Druga Poprawka nie ma zastosowania do Dystryktu, jest dla mnie oczywistym wnioskiem.”

#### Wniosek o ponowne rozpoznanie sprawy
W kwietniu 2007 r. Dystrykt i burmistrz Adrian Fenty zwrócili się z wnioskiem o ponowne wysłuchanie En banc (rozpoznanie sprawy przed pełny skład sądu) argumentując, że orzeczenie wywołało konflikt między jurysdykcjami i wewnątrz jurysdykcji. W dniu 8 maja Sąd Apelacyjny oddalił wniosek o ponowne rozpatrzenie sprawy większością głosów 6 do 4.

## Sąd Najwyższy Stanów Zjednoczonych Ameryki
Pozwany Dystrykt złożył wniosek do Sądu Najwyższego Stanów Zjednoczonych (Supreme Court of the United States) o rozpoznanie sprawy. Powodowie nie sprzeciwili się, a w rzeczywistości z zadowoleniem przyjęli ten wniosek. Sąd Najwyższy zażądał przekazania akt sprawy w dniu 20 listopada 2007 r. Sąd sformułował pytanie, które należy rozstrzygnąć w sposób następujący:
„Wniosek o rozstrzygnięcie wydaje się zawężać do następującego pytania: Czy następujące przepisy, Kodeks DC §§ 2-502.02 (a) (4), 22-4504 (a), i 7-2507.02, naruszają prawo do Drugiej Poprawki osób, które nie są powiązane z żadną regulowaną przez państwo milicją, a które chcą mieć broń krótką i inną broń palną do prywatnego użytku w swoich domach?”
Był to pierwszy raz od czasu sprawy z 1939 r. Stany Zjednoczone przeciwko M. Millerowi (United States v. Miller), kiedy Sąd Najwyższy bezpośrednio zajął się kwestią zakresu działania Drugiej Poprawki.

### Opinieamicus curiae
Ze względu na precedensowy charakter sprawy wzbudziła ona wiele uwagi ze strony wielu grup po obu stronach sporu dotyczącego prawa do broni. Wiele podmiotów złożyło opinie (amicus curiae), około 47 z nich wzywało Sąd by potwierdził sprawę, a około 20, by wniosek oddalić.
Większość członków Kongresu podpisała dokument autorstwa Stephena Halbrooka, który twierdził, że sprawa ta została rozstrzygnięta przez uchylenie zakazu broni krótkiej, która nie jest w żaden sposób ograniczana przez Kongres. Wiceprezydent Dick Cheney przyłączył się do tego stanowiska, występując w roli prezydenta Senatu Stanów Zjednoczonych i łamiąc oficjalne stanowisko administracji George’a W. Busha. Senator z Arizony John McCain, Republikanin, również podpisał brief. Natomiast senator stanu Illinois Barack Obama, nie.
Większość stanów podpisała Prokuratora Generalnego Teksasu Greg Abbott, autorstwa doradcy generalnego Abbotta, Ted Cruza, doradzającego, że sprawa jest potwierdzona, a jednocześnie podkreślając, że stany mają silny interes w utrzymaniu odrębnych ustawodawstw dotyczących zakazów i regulacji posiadania broni palnej. Organizacje zajmujące się egzekwowaniem prawa, w tym Fraternal Order of Police i Southern States Police Benevolent Association, również złożyły krótkie wezwanie do rozstrzygnięcia tej sprawy.
Szereg organizacji podpisało brief, w którym doradzano, by rozpatrzyć sprawę, w tym Departament Sprawiedliwości Stanów Zjednoczonych i Adwokaci Generalni stanów Nowy Jork, Hawaje, Maryland, Massachusetts, New Jersey i Puerto Rico. Ponadto brief o oddalenie złożył szereg grup religijnych i antyprzemocowych, pewna liczba miast i burmistrzów oraz wielu szefów policji i organów ścigania.
Szereg organizacji i wybitnych uczonych, reprezentowanych przez adwokata Jeff Teichert, przedstawił “spis błędów” argumentując, że wiele popularnych historycznych i faktycznych “mitów i fałszywych interpretacji” głoszonych za zakazem broni krótkiej było błędnych. Teichert argumentując z perspektywy historycznej wykazał, że Druga Poprawka chroniła indywidualne prawo do posiadania i noszenia broni.

### Wysłuchania stanowisk ustnych
Sąd Najwyższy wysłuchał ustnych wystąpień w sprawie 18 marca 2008 r. Zarówno stenogramy, jak i zapis audio wystąpień były jawne. Każdej ze stron początkowo przyznano 30 minut na wystąpienie, a generalny doradca USA Paul D. Clement wyznaczył 15 minut na przedstawienie stanowiska rządu federalnego.
Walter E. Dellinger z kancelarii O’Melveny & Myers, także profesor w Duke University Law School i pełnomocnik generalny, przedstawił stanowisko Dystryktu przed Sądem Najwyższym. Dellinger był wspierany przez Thomasa Goldsteina z Akin Gump Strauss Hauer & Feld, Roberta Longa z Covington & Burling i D.C. Solicitor General Todd Kim. Kancelarie pomagające Dystryktowi pracowały pro publico bono.
Alan Gura z kancelarii prawnej Gura & Possessky, z siedzibą w Dublinie, był głównym doradcą strony Hellera i występował w jego imieniu. Wspierali go Robert Levy, starszy pracownik Instytutu Cato i Clark Neily, starszy adwokat w Instytucie Sprawiedliwości.

### Wyrok
Wyrok spisał sędzia Antonin Scalia. Sąd Najwyższy orzekł:
(1) Druga Poprawka zapewnia indywidualne prawo do posiadania broni palnej niezwiązanej ze służbą w milicji i używania tej broni do tradycyjnie zgodnych z prawem celów, takich jak samoobrona w domu.
(a) Wstępna klauzula Poprawki określa cel, ale nie ogranicza ani nie rozszerza zakresu drugiej części, klauzuli operacyjnej. Tekst i historia klauzuli operacyjnej dowodzą, że oznacza ono indywidualne prawo do posiadania i noszenia broni.
(b) Klauzula wstępna jest zgodna z interpretacją klauzuli operacyjnej przez Sąd. “Milicja” składała się ze wszystkich mężczyzn zdolnych fizycznie do wspólnego działania na rzecz wspólnej obrony. Antyfederaliści obawiali się, że rząd federalny rozbroi ludzi, aby uniemożliwić działanie obywatelskiej milicji, umożliwiając rządzenie upolitycznioną armią lub wybraną milicją. Odpowiedzią było odebranie władzy Kongresu do ograniczania dawnego prawa jednostek do posiadania i noszenia broni, tak by móc zachować ideał milicji obywatelskiej.
(c) Interpretację Sądu potwierdzają analogiczne prawa do zbrojenia we wcześniejszych konstytucjach stanów które natychmiast zastosowały Drugą Poprawkę.
(d) Historia sporządzania Drugiej Poprawki, choć ma wątpliwą wartość interpretacyjną, ujawnia trzy stanowe propozycje zmian, które jednoznacznie odnosiły się do indywidualnego prawa do noszenia broni.
(e) Interpretacja Drugiej Poprawki przez uczonych, sądy i ustawodawców, od razu po jej ratyfikacji z końca XIX wieku, również potwierdza konkluzję Sądu.
(f) Żaden z precedensów Sądu nie wyklucza dokonanej wykładni. Zarówno sprawa Stany Zjednoczone przeciwko Cruikshank (United States v. Cruikshank), jak i sprawa Presser przeciwko Illinois (Presser v. Illinois), nie wykluczają możliwości interpretacji jako praw indywidualnych. Sprawa Stany Zjednoczone przeciwko Millerowi (United States v. Miller) nie ogranicza prawa do posiadania broni dla celów milicji, ale raczej ograniczają rodzaj broni, do której ma zastosowanie prawo używane przez milicję.
(2) Podobnie jak większość praw działanie Drugiej Poprawki nie jest nieograniczone. Nie jest to prawo do posiadania i noszenia jakiejkolwiek broni w jakikolwiek sposób i w jakimkolwiek celu. Na przykład zakazy ukrytego noszenia broni zostały utrzymane w mocy Poprawki lub jej stosownych odpowiedników. Wyrok Sądu nie powinien być traktowany jako kwestionowanie wieloletnich zakazów posiadania broni palnej przez przestępców i osoby chorujące psychicznie, ani prawa zabraniającego noszenia broni palnej w newralgicznych miejscach takich jak szkoły i budynki rządowe lub przepisów nakładających warunki komercyjnej sprzedaży broni. Twierdzenie ze sprawy Stany Zjednoczone przeciwko Millerowi, że Druga Poprawka dotyczy broni “powszechnie używanej w danym czasie” zgadza się z historyczną tradycją zakazu noszenia broni szczególnie niebezpiecznej i niezwykłej.
(3) Zakaz używania broni palnej i nakaz stosowania blokady spustu (stosowane w samoobronie) naruszają Drugą Poprawkę. Całkowity zakaz posiadania broni w domu ustanowiony przez Dystrykt jest zakazem dla całej klasy “broni”, którą Amerykanie mogą wybrać w ramach legalnego celu samoobrony.
Poddając szczegółowej analizie powyższe prawa konstytucyjne Sąd określił, że zakaz – tam gdzie jego działanie ogranicza zgodną z prawem obronę własną, rodziny i własności jest najbardziej znaczące – jest niekonstytucyjny. Podobnie, wymóg, aby każda legalna broń palna w domu została zdemontowana lub zamknięta blokadą spustu, uniemożliwia obywatelom używanie broni do podstawowego zgodnego z prawem celu samoobrony, a zatem jest niekonstytucyjny. Ponieważ Heller przyznał w swym wystąpieniu, że prawo D.C. dotyczące pozwoleń jest akceptowalne, o ile nie jest egzekwowane w sposób arbitralny i dowolny/uznaniowy, Sąd przyjmuje, że pozwolenie będzie spełniać swoją rolę i nie odnosi się do wymogu ubiegania się o pozwolenie. Zakładając, że obywatel nie zostanie wykluczony z korzystania z prawa Drugiej Poprawki, Dystrykt musi zezwolić Hellerowi zarejestrować swoją broń krótką i musi wydać mu pozwolenie na noszenie jej w domu.
Do wyroku Sądu Najwyższego wydanego przez sędziego Scalię, dołączył sędzia główny John G. Roberts, Jr. i sędziowie Anthony M. Kennedy, Clarence Thomas i Samuel A. Alito Jr.

### Odwołania do Drugiej Poprawki i precedens
Sąd Najwyższy stanu Illinois Supreme Court of Illinois w sprawie People przeciwko Aguilar People v. Aguilar (2013), tak podsumował wnioski i uzasadnienie ze sprawy Hellera:
„W sprawie District of Columbia przeciwko Heller, Sąd Najwyższy podjął pierwsze “dogłębne badanie” rozumienia Poprawki Drugiej. Po długiej historycznej dyskusji Sąd ostatecznie doszedł do wniosku, że Druga Poprawka “gwarantuje indywidualne prawo do posiadania i noszenia broni w przypadku konfrontacji”; że kluczowe dla tego prawa jest “przyrodzone prawo do samoobrony”; że dom jest tam “gdzie jest najbardziej paląca potrzeba obrony własnej, rodziny i własności”; oraz że “ponad wszystkimi innymi interesami” Druga Poprawka ustanawia “prawo przestrzegających prawa i odpowiedzialnych obywateli do używania broni w obronie domu i ogniska domowego”. Na tej podstawie Sąd uznał, że prawo okręgu Dystryktu Kolumbii zabraniające posiadania broni w domu naruszyło Drugą Poprawkę.”

### Komentarze stanowiska większości
Głównym ustaleniem w sprawie D.C. v. Heller jest to, że Druga Poprawka to indywidualne prawo ściśle związane z naturalnym prawem do samoobrony. Stanowisko większości sporządzone przez sędziego Scalię powołuje się na wiele materiałów historycznych, które potwierdzają twierdzenie, że prawo do posiadania i noszenia broni należy do jednostek; mówiąc dokładniej, Scalia stwierdza w opinii Sądu, że “ludzie”, którym przyznano prawo do Drugiej poprawki, to ci sami “ludzie”, którzy korzystają z ochrony pierwszej i czwartej. “Konstytucja została napisana tak, aby była zrozumiała dla wyborców; słowa i wyrażenia były używane w ich normalnym i zwykłym znaczeniu w odróżnieniu od znaczenia technicznego. Normalne znaczenie może oczywiście zawierać znaczenie idiomatyczne, ale wyklucza tajne lub techniczne znaczenie.”
Bazując na tym rozstrzygnięciu, Sąd orzekł, że całkowity zakaz używania broni krótkiej w domu jest niezgodny z konstytucją, ponieważ zakaz ten narusza zarówno cel Drugiej Poprawki – samoobronę oraz, co wcześniej nie było wyartykułowane przez Sąd, a wynikało z wyroku w sprawie Millera, ponieważ pistolety są w powszechnym użyciu, ich własność jest chroniona.
Sąd wnioskuje dodatkowo, “zakładając, że Heller nie jest wykluczony z korzystania z praw Drugiej Poprawki, Dystrykt musi zezwolić mu na zarejestrowanie broni i musi wydać mu pozwolenie na noszenie jej w domu”. Sąd dodatkowo zasugerował, że inne rozwiązania mogą być stosowane np. w postaci zniesienia wymogu posiadania zezwolenia na noszenie w domu, ale jako że nie zażądano takiego orzeczenia, a powód określił prawo Dystryktu jako akceptowalne, o ile nie jest egzekwowane w sposób arbitralny i uznaniowy/dowolny. “Dlatego zakładamy, że wydawanie zezwolenia wnioskującym spełnia jego prośbę”.
Jeśli chodzi o zakres prawa, Sąd Najwyższy USA napisał w Obiter dictum (niewiążąca część precedensowego wyroku sądowego): “Chociaż nie przeprowadzamy w dniu dzisiejszym wyczerpującej analizy historycznej pełnego zakresu Drugiej Poprawki, należy uważać, że nie należy wątpić w celowość zakazów posiadania broni palnej przez przestępców i osoby chore psychicznie lub przepisy zabraniające noszenia broni palnej w newralgicznych miejscach, takich jak szkoły i budynki rządowe lub przepisów nakładających warunki dotyczące komercyjnej sprzedaży broni.”
Sąd Najwyższy USA poczynił także stwierdzenia dotyczące prywatnej własności broni samoczynnej. Określenie “powszechnie użytkowanej w tym czasie” wynikające z wyroku United States v. Miller, który to wyrok dotyczy broni krótkiej, oraz prawo do broni która “ma jakiś rozsądny związek z działaniem lub skutecznością milicji”, nie oznacza prawa do broni samoczynnej. “Może budzić sprzeciw, że jeśli broń, która jest najbardziej przydatna w służbie wojskowej – karabiny M16 i tym podobne – może zostać zabroniona. Trzeba jednak pamiętać, że prawo wynikające z Drugiej Poprawki jest całkowicie oderwane od jej klauzuli wstępnej. Koncepcja milicji w czasie ratyfikacji Drugiej Poprawki była zbiorem wszystkich obywateli zdolnych do służby wojskowej, którzy dysponowali rodzajem legalnej broni, którą posiadali w domu.”
Sąd nie wyjaśnił, który poziom kontroli sądowej powinien być stosowany przez sądy niższej instancji przy podejmowaniu decyzji w przyszłości w sprawach o naruszenie prawa do posiadania i noszenia broni: “w niniejszej sprawie przedstawiono pierwszą dogłębną wykładnię i nie należy oczekiwać, że wyjaśni to wszystkie aspekty sprawy.” Sąd stwierdził, że “jeśliby brać pod uwagę wszystko, co może ograniczać prawo do posiadania i noszenia broni, innych konstytucyjnych zakazów oraz irracjonalnych praw, Druga Poprawka mogłaby okazać się zbędna nie wywołując żadnego skutku”. Jeśli chodzi o propozycję sędziego Breyer dotyczącą “zważenia interesów stron”, Sąd stwierdza: “Nie znamy żadnego z wymienionych praw konstytucyjnych, którego ochrona została wymagałaby „ważenia interesów”.

### Zdania odrębne

#### Sędzia John Paul Stevens
Sędzia John Paul Stevens napisał zdanie odrębne. W zdaniu odrębnym, sędzia John Paul Stevens stwierdził, że wyrok sądu był “czytany w napięciu i mało zrozumiale”, jak również unieważnił długotrwały precedens oraz że Sąd “spowodował dramatyczny przewrót w prawie”. Stevens stwierdził również, że poprawka była godna uwagi z powodu “nieokreślenia o celu związanego z prawem do używania broni palnej do polowania lub osobistej samoobrony”, jak to było zapisane w Deklaracjach Praw Pensylwanii i Vermont.
Zdanie odrębne Stevensa wydaje się opierać na czterech głównych punktach: – że Ojcowie Założyciele określiliby prawo do Drugiej Poprawki dla każdego obywatela, gdyby taki mieli zamiar; – że preambuła “milicja” i dokładna fraza “mieć i nosić broń” prowadzi do konkluzji, że Druga Poprawka dotyczy tylko służby milicji państwowej; – że późniejsze “kolektywno-prawicowe” odczytanie wyroku w sprawie Millera przez sądy niższych instancji stanowi stare decisis, które może zostać obalone tylko w obliczu ważnej przyczyny; – oraz że Sąd nie uznał przepisów dotyczących kontroli broni (np. National Firearms Act – ustawy o broni palnej) za niekonstytucyjne. Zdanie odrębne kończy się następująco: “Sąd chciałby, abyśmy wierzyli, że ponad 200 lat temu, Założyciele podjęli decyzję, by ograniczyć możliwości działania urzędnikom pochodzącym z wyboru i chcących uregulować użycie broni w celach cywilnych… Nie mogłem dojść do wniosku, że Założyciele mieli taki zamiar.”
Do zdania odrębnego sędziego Stevensa dołączyli sędziowie: David Souter, Ruth Bader Ginsburg i Stephen Breyer.

#### SędziaStephen Breyer
Sędzia Breyer złożył też oddzielne zdanie odrębne, do którego dołączyli ci sami sędziowie którzy próbowali wykazać, że wychodząc od założenia poglądu dotyczącego praw jednostki, zakaz używania broni krótkiej na terenie Dystryktu Kolumbii oraz nakaz zakładania blokady spustu byłyby jednak dopuszczalnymi ograniczeniami tego prawa.
Zdanie odrębne Breyera wywodzi się z wczesnych miejskich przepisów przeciwpożarowych, które zabraniały przechowywania prochu strzelniczego (a w Bostonie noszenia broni w niektórych budynkach), a także przepisów nakładających grzywny lub każących utratą broni palnej za nieostrożne użycie, co dowodzić miało, że Drugiej Poprawki nie można rozumieć jako nie mającej wpływu na regulację cywilnej broni palnej. Zdanie odrębne wynika z konieczności uwzględnienia bezpieczeństwa publicznego w zakresie przepisów dotyczących broni palnej. Cytat “karabiny były odpowiedzialne za 69 zgonów w tym kraju każdego dnia”.
Tymi dwoma argumentami Breyer dowodzi, że “po prostu nie ma nietykalnego prawa konstytucyjnego gwarantowanego przez Drugą Poprawkę, aby mieć załadowaną broń w domu w obszarach miejskich z gdzie są kryminaliści”. Proponuje rewizję przepisów dotyczących broni palnej przez zrównoważenie interesów ochrony Drugiej Poprawki z interesem rządu, aby zapobiegać przestępczości.
Zdaniem odrębnym Breyer sprzeciwiał się także rozróżnieniu “powszechnego użytku” używanego przez większość w celu odróżnienia broni krótkiej od karabinów samoczynnych: “Jaki sens ma to podejście?. Zgodnie z rozumowaniem większości, jeśli Kongres i Stany zniosą ograniczenia dotyczące posiadania i używania broni samoczynnej, a ludzie kupią karabiny maszynowe do ochrony swoich domów, Sąd będzie musiał zmienić zdanie i stwierdzić, że Druga Poprawka faktycznie gwarantuje indywidualne prawo samoobrony do posiadania karabinu maszynowego … Nie ma podstaw do przekonania, że Założyciele mieli na myśli takie rozwiązanie.”

## Udział w sprawie organizacji niebędących stronami

### Narodowe Stowarzyszenie Strzeleckie Ameryki (National Rifle Association of America, NRA)
Adwokat Alan Gura, w zgłoszeniu z 2003 r., Użył terminu “pozorowane spory sądowe”, aby opisać próby NRA związane z wysiłkami Parkera (znanego też jako Heller) z własną sprawą kwestionującą prawo D.C. Gura oświadczył również, że “NRA był nieugięty w związku z tym, że nie chciał, aby Sąd Najwyższy wysłuchał tej sprawy”. Obawy te były oparte na ocenie prawników NRA, zgodnie z którą sędziowie w momencie wniesienia sprawy mogli podjąć niekorzystną decyzję. Starszy członek Cato Institute, Robert Levy, współsprawca z powodami Parkera, oświadczył, że powodowie Parkera “stanęli w obliczu wielokrotnych prób NRA mających na celu wykolejenie sprawy.” Stwierdził również, że “ingerencja NRA w ten proces cofnęła nas i prawie zabiła sprawę, to był bardzo toksyczny związek”.
Wayne LaPierre, dyrektor generalny NRA, potwierdził wątpliwości NRA. “Wśród naszych konstytucjonalistów nie było zgodności co do tego, czy większość sędziów w Sądzie Najwyższym popiera Konstytucję tak, jak ją napisano” – powiedział LaPierre. Zarówno Levy, jak i LaPierre stwierdzili, że NRA i zespół pana Levy’ego są teraz w dobrych stosunkach.
Elaine McArdle napisała w Biuletynie Prawnym Harvardu: “Jeśli Parker jest długo oczekiwaną “czystą” sprawą, jednym z powodów może być to, że zwolennicy poglądu na prawa jednostki do Drugiej Poprawki – w tym NRA, który złożył zwięzłe uwagi w tej sprawie – nauczyli się z wcześniejszych porażek i opracowali strategię mającą zmaksymalizować szanse na pozytywne rozpatrzenie przez Sąd Najwyższy”. NRA ostatecznie poparło sprawę, przedstawiając Amicus curiae brief Sądowi, gdzie stwierdzono, że powodowie strony Parker mieli prawo do pozwu i że zakaz D.C. był niezgodny z Konstytucją na podstawie Drugiej Poprawki.
Chris Cox, dyrektor wykonawczy Instytutu Działań Legislacyjnych NRA, wyraził poparcie dla federalnych przepisów, które uchyliłyby zakaz broni palnej D.C. Przeciwnicy takiego ustawodawstwa argumentowali, że spowodowałoby to dyskusję w sprawie Parkera i skutecznie wyeliminowałoby możliwość rozpatrzenia sprawy przez Sąd Najwyższy.
Natychmiast po wyroku Sądu Najwyższego NRA złożyło pozew przeciwko miastu Chicago McDonald v. City of Chicago w związku z zakazem używania broni palnej, a następnego dnia wytoczył proces przeciwko miastu San Francisco (Guy Montag Doe v. San Francisco Housing Authority) w związku z zakazem posiadania broni krótkiej w budynkach publicznych.

### Brady Campaign(inne języki)to Prevent Gun Violence
Brady Campaign to Prevent Gun Violence była przeciwna argumentom wysuniętym przez skarżących w sprawie Parker i złożyła amicus curiae przeciwko tym argumentom zarówno w sądach pierwszej instancji, jak i odwoławczych.
Paul Helmke, przewodniczący Brady Campaign, zasugerował D.C. przed sądem, aby zmienił on przepisy dotyczące broni palnej, zamiast odwoływać się do Sądu Najwyższego. Helmke napisał, że jeśli Sąd Najwyższy podtrzyma orzeczenie sądu okręgowego, “może doprowadzić do kwestionowania wszystkich obecnych i proponowanych przepisów dotyczących broni palnej”. Po orzeczeniu Paul Helmke oświadczył, że klasyczny argument, że nawet skromna kontrola broni doprowadzi nas do całkowitego zakazu posiadania broni już nie ma racji bytu. Helmke dodał, że “Sąd odrzucił również absolutne błędne odczytanie Drugiej Poprawki, które niektórzy używają do przyznawania prawa do każdej broni, w każdym momencie i dla każdego”, którą wielu polityków wykorzystało jako wymówkę, by nic nie robić z plagą przemocy z użyciem broni w naszym kraju i zablokować uchwalenie zdrowego prawa dotyczącego broni.”

## Reakcje

### Na orzeczenie sądu niższej instancji
Różni eksperci wyrażali opinie na temat decyzji sądu okręgowego DC. Harvard Law School – profesor Laurence Tribe twierdził, że Druga Poprawka chroni indywidualne prawo do broni i przewidywał, że jeśli sprawa Parkera będzie rozpatrywana przez Sąd Najwyższy “istnieje naprawdę całkiem spora szansa, że zostanie ono potwierdzone”. Jednak profesor Tribe również podnosił, że zakaz Dystryktu w odniesieniu do jednej klasy broni nie narusza Drugiej Poprawki nawet w świetle indywidualnego prawa. Erwin Chemerinsky, wówczas z Duke Law School Duke University School of Law, a obecnie dziekan University of California Berkeley School of Law UC Berkeley School of Law, dowodził, że przepisy dotyczące broni krótkiej Dystryktu Kolumbii, nawet zakładające interpretację Drugiej Poprawki “w zakresie praw indywidualnych”, mogą być uznane za zasadne i uznane za konstytucyjne. Profesor Chemerinsky uważał, że regulacja broni powinna być analizowana w taki sam sposób, jak “inna regulacja własności zgodnie z nowoczesnym prawem konstytucyjnym” i “być dozwolonym tak długo, jak długo ma związek z osiągnięciem słusznego celu rządu”. Wyrok w sprawie Hellera wskazuje, że stosowanie tej analizy jest wadliwym odczytywaniem Konstytucji i zignorowałoby pierwotny cel Drugiej Poprawki.

### Na orzeczenie Sądu Najwyższego
Starszy członek Cato Institute, Robert Levy, współpracujący z powodami Parkera, zgodził się z orzeczeniem sądu, ale opisywał, że jego interpretacja Drugiej Poprawki nie wykluczałaby rządowych regulacji dotyczących prywatnej własności broni:
„Nawet NRA przyznaje, że nie można pozwolić, by szaleni ludzie biegali z bronią masowego rażenia. Istnieją zatem pewne ograniczenia, które są dopuszczalne, a zadaniem ustawodawcy i sądów jest wyważenie tego wszystkiego i wytyczenie granic. Jestem jednak pewien, że całkowite zakazanie używania broni palnej, takie jak w D.C. nie będzie dozwolone. To nie jest rozsądne ograniczenie. To nie jest ograniczenie, to zakaz.”
Clark Neily, adwokat Dicka Hellera w tej sprawie, powiedział w odniesieniu do Hellera:
„Ameryka istnieje 200 lat i nikt nie kwestionował kluczowych postanowień Karty Praw. Jesteśmy jednomyślni, i czego by nie mówiono o znaczeniu ogólnonarodowego konsensusu, to Druga Poprawka jest tym co w niej zapisano: nie wolno naruszać prawa ludzi do posiadania i noszenia broni. Traktowanie praw poważnie, w tym praw, co do których nie jesteśmy przekonani osobiście, jest dobrym lekarstwem dla klasy politycznej, a sprawa Heller był doskonałą jego dawką.”
Richard Posner, sędzia Sądu Apelacyjnego Stanów Zjednoczonych w siódmego okręgu, porównuje sprawę Hellera do sprawy Roe v. Wade, stwierdzając że stworzono nieistniejące wcześniej federalne prawo konstytucyjne i twierdzi że metoda literalnego zastosowania konstytucji – którą posłużył się sędzia Antonin Scalia przyniosła skutek odwrotny od opinii większości.
„Tekst poprawki, rozpatrywany osobno lub w świetle obaw, które spowodowały jej przyjęcie nie daje prawa do prywatnego posiadania broni do polowania lub innego sportu ani do obrony osoby lub mienia. Wątpliwe jest, by można było nawet wymagać, aby członkowie milicji stanowych mogli przechowywać broń w swoich domach, ponieważ zmniejszyłoby to skuteczność bojówek. Załóżmy, że część milicji stanowej była zaangażowana w walkę i potrzebowała dodatkowej broni. Czy dowódca milicji miałby odebrać broń z domów milicjantów, którzy nie zostali zmobilizowani czy łatwiej byłoby ją wziąć z magazynu? Ponieważ celem drugiej poprawki, biorąc pod uwagę język i pochodzenie, było zapewnienie skuteczności milicji stanowych interpretacja, która podważyłaby ich skuteczność, uniemożliwiając stanom sprawne zorganizowanie przechowywania i dystrybucji broni wojskowej, nie miałaby sensu.”
J. Harvie Wilkinson III, główny sędzia Sądu Apelacyjnego Stanów Zjednoczonych okręgu czwartego, zgadza się z analizą Posnera, stwierdzając, że sprawa Heller “zachęca Amerykanów do robienia tego, przed czym konserwatywni prawnicy ostrzegali przez lata, że nie powinni tego robić: ominąć wybory i dążyć do wprowadzenia ich programu politycznego przez sądy.”
„Dlatego Heller reprezentuje najgorsze z niewykorzystanych możliwości – szansę na wprowadzenie konserwatywnej doktryny w trwałe i konsekwentne zasady. Konstytucja wyraża potrzebę ograniczenia władzy sądowniczej na wiele różnych sposobów – rozdzielenie władzy, federalizmu i przyznanie dożywotniej kadencji niewybieranym sędziom. Ironia polega na tym, że Heller w imię bezpośredniej interpretacji odrzuciłby tezy tak istotne dla Ojców Założycieli.”
Alan Gura, główny doradca powoda w sprawie Heller, odrzuca krytykę Wilkinsona, stwierdzając że “Sąd raczej potwierdził pierwotne powszechne znaczenie Drugiej Poprawki, przytaczając wprost jej brzmienie.” Podkreślając jej znaczenie, Sąd wykazał właściwy poziom szacunku do regulacji Rady Miasta Stołecznego DC wprost odrzucających tekst Konstytucji.

## Skutki po orzeczeniu
Od czasu wydania wyroku w czerwcu 2008 r., ponad 80 różnych spraw zostało rozpatrzonych w niższych sądach federalnych o konstytucyjności wielu różnych przepisów dotyczących kontroli broni. Sądy te rozstrzygały sprawy dotyczące zakazu posiadania broni palnej przez przestępców, narkomanów, nielegalnych cudzoziemców oraz osoby skazane za wykroczenia przeciwko przemocy domowej. Ponadto rozstrzygano sprawy dotyczące konstytucyjności przepisów zabraniających niektórych rodzajów broni takich jak broń samoczynna, strzelby-obrzyny i/lub specjalne rodzaje osprzętu broni. Ponadto sądy prowadziły spraw dotyczące przepisów zakazujących broni w urzędach pocztowych i szkołach oraz przepisów regulujących noszenie ukrytej broni, różnych rodzajów amunicji oraz posiadania niezarejestrowanej broni palnej.
Sądy podtrzymały większość tych przepisów jako konstytucyjne. Podstawą dla niższych orzeczeń sądowych jest ustęp pod koniec wyroku w sprawie Heller, który stanowi:
Nie wolno naszym zdaniem podważać od dawna obowiązujących zakazów posiadania broni palnej przez przestępców i osoby chore psychicznie, ani przepisów zakazujących noszenia broni palnej w newralgicznych miejscach, takich jak szkoły i budynki rządowe, lub przepisów nakładających warunki sprzedaży komercyjnej broni.
Konsekwentnie od czasu wyroku w sprawie Heller, niższe sądy federalne orzekały, że prawie wszystkie środki kontroli broni, zgodnie z obecnie obowiązującymi przepisami, są zgodne z prawem, a według profesora UCLA prawa konstytucyjnego, Adama Winklera: “To, co odkrywają obrońcy praw do broni, w ogromnej większości mieści się w tych kategoriach przepisów o kontroli broni.”
Robert Levy, dyrektor wykonawczy Instytutu Cato, który sfinansował sprawę Hellera, skomentował ten fragment, w którym opisano konstytucyjnie dopuszczalne formy zakazu broni palnej: “Wolałbym, żeby tej części wyroku nie było” oraz że ten punkt w opinii sędziego Scalii “stworzył więcej zamieszania niż wyjaśnił”. Podobnie podczas prób zniesienia zakazów broni wspomnianych wcześniej w rozstrzygnięciach pozwów złożonych po sprawie Hellera, w US v. Arzberger, również zdecydował precedens sprawy Hellera:
„W konsekwencji, że Druga Poprawka stwarza indywidualne prawo do posiadania broni palnej niezwiązanej z jakimkolwiek celem wojskowym, ustanawia również chronioną wolność. I chociaż Sąd Najwyższy wskazał, że to prawo może zostać cofnięte w stosunku do niektórych grup osób, takich jak skazani przestępcy, nie ma podstaw do kategorycznego pozbawiania tego prawa osób, które są jedynie oskarżone o pewne przestępstwa.”

### Dystrykt Kolumbii
Rząd D.C. zaznaczył, że nadal będzie stosował przepisy dotyczące stref, aby uniemożliwić sprzedawcom broni palnej funkcjonowanie i sprzedaż obywatelom Dystryktu co oznacza, że mieszkańcom legalnie trudno jest nabyć broń w Dystrykcie. Dodatkowo dystrykt uchwalił nowe ograniczenia dotyczące broni palnej, aby poprawić konstytucyjne wady ustawy, które Sąd Najwyższy określił w sprawie Hellera. Nowe przepisy to: (1) procedury rejestracji broni palnej; (2) zakaz używania broni szturmowej; oraz (3) zakaz stosowania magazynków o dużej pojemności. W odpowiedzi na te regulacje Dick Heller zakwestionował nowe ograniczenia wnosząc cywilny pozew o imieniu Heller przeciwko Dystrykt Kolumbia (Civil Action No. 08-1289 (RMU), nr 23, 25), w którym zażądał wyroku w celu uchylenia nowych zakazów. W dniu 26 marca 2010 r. Sędzia okręgowy DC Ricardo M. Urbina oddalił wniosek Dicka Hellera i uwzględnił wniosek krzyżowy, stwierdzając że sąd “dochodzi do wniosku, że przepisy regulacyjne, które skarżący kwestionują w sposób niedopuszczalny, zapewniają w sposób wystarczający podstawowe prawo do Drugiej Poprawki, czyli prawo do broni w celu obrony miru domowego”.
Wniosek Dicka Hellera o rejestrację jego samopowtarzalnego pistoletu został odrzucony, ponieważ broń jest ładowana od dołu i zgodnie z interpretacją okręgu, każda broń ładowana od dołu, w tym karabiny samoczynne, są zabronione ponieważ są w jednej kategorii broni. Rewolwery prawdopodobnie nie będą podlegać takiemu zakazowi.
W dniu 16 grudnia 2008 r. Rada DC jednogłośnie przyjęła ustawę Firearms Registration Emergency Amendment Act z 2008 r, która odnosiła się do kwestii podniesionych w orzeczeniu Sądu Najwyższego w sprawie Hellera, a także wprowadziła szereg wymogów rejestracyjnych, aby zaktualizować i wzmocnić prawo Dystryktu w sprawie broni.
Stanowisko większości sędziego Antonina Scalii zapewniało prawo Drugiej Poprawki w stosunku do broni powszechnie używanej i popularnej, ale nie dla broni nietypowej lub broni używanej do celów niezgodnych z prawem, takiej jak strzelby z krótkimi lufami. Scalia oświadczył: „Bez względu na powód, broń krótka jest najpopularniejszą bronią wybraną przez Amerykanów do samoobrony w domu, a całkowity zakaz ich używania jest nieważny”. „Uważamy, że określenie “zwykły sprzęt wojskowy” w sprawie Millera musi być czytany równolegle z tym, co następuje: “W przypadku wezwania do służby [milicji] mężczyźni mieli się pojawić z własną bronią w typie powszechnie używanym w tym czasie.” „Dlatego czytamy, że wyrok w sprawie Millera mówi tylko, że Druga Poprawka nie zapewnia jedynie prawa do broni, która nie jest zwykle posiadana przez praworządnych obywateli dla legalnych celów, takich jak strzelby z krótkimi lufami”. „Można się sprzeciwić, że jeśli broń, która jest najbardziej użyteczna w służbie wojskowej – karabiny M-16 i tym podobne – może zostać zakazana, wówczas prawo do Drugiej Poprawki jest całkowicie oderwane od jej klauzuli wstępnej, ale jak już powiedzieliśmy, ówczesna forma milicji w czasie ratyfikacji Drugiej Poprawki była zbiorem wszystkich obywateli zdolnych do służby wojskowej, którzy stawali do służby w milicji z posiadaną w domu bronią.”
W dniu 24 lipca 2014 r. Sąd Okręgowy Dystryktu Kolumbia USA orzekł, w wyroku w sprawie Palmer przeciwko Dystrykcie Kolumbii, że całkowity zakaz korzystania z gotowych do użycia pistoletów jest niezgodny z konstytucją. W swojej decyzji Sąd orzekł: “[…] Sąd stwierdza, że całkowity zakaz noszenia broni publicznej w Dystrykcie Kolumbii jest niezgodny z konstytucją, w związku z czym Sąd przychyla się do wniosku Powodów o wydanie wyroku zbiorczego i nakłada na pozwanych obowiązek egzekwowania prawa ograniczenia domowe Kodeksu DC § 7-2502.02 (a) (4) i egzekwowanie Kodeksu DC § 22-4504 (a), chyba że do czasu wydania przez Dystrykt Kolumbii mechanizmu wydawania pozwoleń zgodnego z normami konstytucyjnymi umożliwiającymi wykonywanie prawa do noszenia broni wynikającego z Drugiej Poprawki. Ponadto przepis ten uniemożliwia Dystryktowi całkowite zakazanie publicznego noszenia broni palnej w celu samoobrony przez cudzoziemców, wyłącznie na podstawie faktu że nie są oni mieszkańcami Dystryktu”.

### Nowy Jork
Burmistrz Nowego Jorku Michael Bloomberg powiedział, że „wszystkie odpowiednie przepisy są w księgach stanu Nowy Jork i w Nowym Jorku” i będą się odwoływać do orzeczenia jako „rozsądnej regulacji”. Robert Levy oświadczył, że obecne przepisy miejskie Nowego Jorku niewiele różnią się od zakazu DC, który został obalony. National Rifle Association i inni prawnicy broniący prawa do broni nie wykluczają pozwania Nowego Jorku, szczególnie w kwestii definicji racjonalnej regulacji.
Sędzia Sądu Rejonowego południowej dzielnicy Nowego Jorku James Francis powiedział, że przed wyrokiem w sprawie Hellera, nie byłoby uważane za nierozsądne wymaganie od oskarżonego oddania broni palnej jako warunku wstępnego do zwolnienia. Konkretnie, według Sędziego Francis:
„Wszystko to zmieniło się wraz z niedawną decyzją Sądu Najwyższego USA w District of Columbia przeciwko Heller; 128 S.Ct. 2783 (2008), gdzie sąd zmienił bieg orzecznictwa Drugiej Poprawki, tworząc to co powiedział, że jest “ochroną wolności” będących w posiadaniu broni palnej. Tak więc, w przypadku indywidualnego rozstrzygania na rozprawie o zwolnienie za kaucją, wymaganie od pozwanego, aby zrezygnował z jakiejkolwiek broni palnej, narusza ten przepis.”

### Illinois
NRA złożyło pięć powiązanych ze sobą spraw sądowych od czasu wyroku w sprawie Heller. W czterech postępowaniach w Illinois, NRA dążyło do tego, aby Druga Poprawka została włączona do Czternastej Poprawki, powodując, że Druga Poprawka będzie miała zastosowanie do stanowego i lokalnego prawodawstwa, a nie tylko do federalnego. Trzy procesy sądowe w Illinois zostały zakończyły się ugodą obejmując przepisy, które uchyliły zarządzenia dotyczące zakazu używania broni i nie doprowadziły do włączenia Drugiej Poprawki do jurysdykcji stanowych i lokalnych. Czwarty pozew sądowy przeciwko Chicago został oddalony. NRA odwołało się od sprawy do Okręgowego Sądu Apelacyjnego. W dniu 2 czerwca 2009 r. 7 Sąd Apelacyjny potwierdził decyzję sądu rejonowego, opartą na teorii że orzeczenie w sprawie Hellera stosowało się wyłącznie do rządu federalnego (w tym dystryktu Columbia), a nie do stanów lub podlegających im jurysdykcji. Wyrok ten jest bezpośrednio sprzeczny z wcześniejszym wyrokiem 9 Sądu Apelacyjnego, uznającym że wyrok w sprawie Hellera stosuje się również do stanów.
28 czerwca 2010 r. Sąd Najwyższy uchylił wyrok Sądu Apelacyjnego w sprawie decyzji Siódmego Okręgu w sprawie McDonald vs. City of Chicago McDonald v. City of Chicago i przekazał go z powrotem do rozpatrzenia Siódmego Okręgu, aby rozwiązać spory między niektórymi przepisami Chicago i Drugą Poprawką. Prawo Chicago dotyczące broni krótkiej zostało porównane z zakazem posiadania broni w D.C. przez sędziego Breyera.
Podobnie trzy hrabstwa stanu Illinois, które wprowadziły środki kontroli broni do przepisów, które uprzednio zakazały używania każdej broni krótkiej, unieważniły ten zakaz. Te miasta to Morton Grove, Illinois, Wilmette miasteczko w stanie Illinois, i Evanston w stanie Illinois, które uchwaliły częściowe uchylenie zakazu używania broni palnej.
W wyroku w sprawie Ezell przeciwko Chicago, postanowiono 6 lipca 2011 r., że siódmy obwód zmienił decyzję sądu okręgowego, że przepisy po sprawie McDonalda przyjęte przez miasto Chicago są zgodne z konstytucją. Prawo chicagowskie nie tylko wymagało szkolenia z obsługi broni palnej na strzelnicy w celu uzyskania pozwolenia na broń, ale również zakazu strzelania w obrębie miasta Chicago. Miasto argumentowało, że kandydaci mogą uzyskać szkolenie na strzelnicy na przedmieściach. W wyroku zauważono, że Chicago nie może naruszać praw wynikających z Drugiej Poprawki ponieważ mogą one być wykonywane w innym miejscu, tak samo jak nie mogą naruszać prawa do wolności słowa ponieważ obywatele mogą się swobodnie wypowiadać w innym miejscu.

### Kalifornia
W dniu 14 stycznia 2009 r. w sprawie Guy Montag Doe v. San Francisco Housing Authority, Urząd Mieszkaniowy San Francisco zawarł ugodę pozasądową z NRA, która umożliwia mieszkańcom posiadanie legalnej broni palnej w budynkach mieszkalnym SFHA. Postępowanie w San Francisco doprowadziło do zniesienia zakazu posiadania broni w lokalach mieszkalnych SF Housing Authority. Tim Larsen, występując w imieniu Urzędu Mieszkalnictwa, powiedział, że nigdy nie zamierzali wprowadzić w życie zakazu posiadania broni z 2005 r. przeciwko praworządnym właścicielom broni i nigdy nie mieli takiego zamiaru.
W dniu 13 lutego 2014 r., w sprawie Peruta v. San Diego County, Sąd Apelacyjny Stanów Zjednoczonych 9 obwodu zdecydował, że polityka San Diego zakazująca zarówno ukrytego noszenia, jak i prawa stanu Kalifornia które uniemożliwiają noszenie odkryte noszenie w dowolnym miejscu w stanie, były nie do przyjęcia w związku z precedensem Sądu Najwyższego w sprawie Hellera i McDonalda. “Odpowiedzialny, przestrzegający prawa obywatel ma prawo na mocy Drugiej Poprawki do noszenia broni palnej w celu samoobrony”. Mówiąc dokładniej, “Druga poprawka wymaga, aby stany dopuszczały jakąś formę przenoszenia broni do samoobrony poza domem.” … oraz “noszenie broni w miejscach publicznych dla zgodnego z prawem celu samoobrony jest elementem prawa do posiadania broni”. Sprawa została przekazana do sądu okręgowego, ponieważ wymaganie hrabstwa San Diego w sposób nieuzasadniony naruszały prawo wynikające z Drugiej Poprawki do noszenia broni w ramach zgodnej z prawem samoobrony.

### Idaho
W dniu 10 stycznia 2014 r. w sprawie Morris vs Corps of Engineers, Sąd Okręgowy podważył przepis Corps of Engineers zakazujący posiadania naładowanej broni na obszarach rekreacyjnych otaczających tamy Corps. Sąd uznał, że namioty są zbliżone do domów, a zgodnie z wyrokiem w sprawie Hellera, prawa wynikające z Drugiej Poprawki są chronione.

## Dziedzictwo
Początkowo uznano, że wyrok w sprawie District of Columbia v. Heller ma wielkie znaczenie, choć jest zbyt wcześnie, by stwierdzić, jakie mogą być jego długoterminowe skutki. Sanford Levinson napisał, że jest skłonny uwierzyć, że wyrok w sprawie Hellera będzie na dłuższą metę stosunkowo nieistotny dla praktyki prawnej, ale będzie miał znaczenie dla innych grup zainteresowanych kulturowym prawem i dla konstytucjonalistów. W 2009 r. zarówno Levinson, jak i Mark Tushnet spekulowali że jest mało prawdopodobne, aby sprawa ta została wprowadzona do przyszłych podręczników szkół prawniczych. Zgodnie z przewidywaniami po wyroku z 2008 roku odnotowano duży wzrost liczby spraw sądowych w sądach federalnych niższych instancji. Od marca 2009 r. złożono ponad 80 spraw mających na celu uchylenie obecnie obowiązujących przepisów dotyczących broni palnej.
Wyrok w sprawie McDonald vs City of Chicago wniesionej w odpowiedzi na wyrok w sprawie Hellera i rozpoznana w 2010 r. unieważniła wiele przepisów dotyczących zakupów i rejestracji broni w Chicago i podważyła wiele innych stanowych i lokalnych przepisów ograniczających zakup, posiadanie i przewożenie broni palnej.